# Kościół Świętej Trójcy w Baia Mare
Kościół Świętej Trójcy (rum. Biserica Sfânta Treime) – rzymskokatolicka świątynia znajdująca się w rumuńskim mieście Baia Mare.

## Historia
Kościół wzniesiono w latach 1717-1720 na potrzeby Towarzystwa Jezusowego, którego zakonnicy przybyli do Baia Mare w XVII wieku. Wzniesiono go na miejscu rozebranego średniowiecznego kościoła pw. św. Marcina. W 1748 ukończono sąsiedni budynek klasztoru i szkoły. W 1773 doszło do kasaty zakonu jezuitów, świątynię przekształcono w kościół parafialny. Opiekę nad uczelnią przejęli franciszkanie, lecz już w 1783 obiekt przejęło miasto, a w 1880 budynku ulokowano szkołę średnią. Gmach ten do dziś pełni funkcje oświatowe.
W 2015 roku na placu przed kościołem zainstalowano carillon, składający się z 37 dzwonów odlanych w ludwisarni Blotor.

## Architektura i wyposażenie
Świątynia barokowa, jednonawowa, prawdopodobnie zaprojektowana przez Christopha Tauscha. Dwuwieżową fasadę zdobią trzy nisze z rzeźbami św. Ignacego Loyoli, św. Alojzego Gonzagi i św. Józefa z Dzieciątkiem Jezus. Wejście główne do kościoła flankują dwie pomalowane na czerwono kolumny dźwigające zaokrąglony naczółek. Nad drzwiami widnieje inskrypcja z datą 1718. Do nawy głównej z obu stron dostawione są po trzy kaplice boczne. Świątynia okryta jest sklepieniami kolebkowymi, udekorowanymi freskami z początku XX wieku autorstwa Károly’ego Kissa.
Obraz za ołtarzem głównym, przedstawiający Trójcę Świętą, wykonał w roku 1823 miejscowy malarz László Kármán. Sam ołtarz wykonał w latach 1824-1825 Fülöp Schaintzer, po obu jego stronach stoją rzeźby aniołów. Barokową chrzcielnicę wieńczy rzeźba ukazująca Chrzest Pana Jezusa. Ambona i ołtarze boczne pochodzą z XIX wieku.

## Galeria

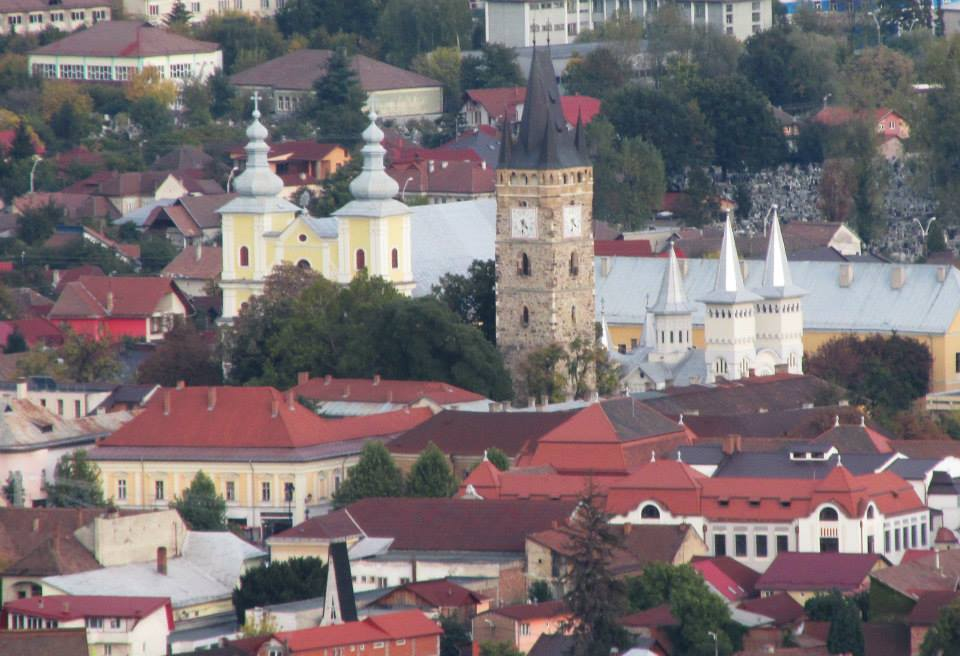
Widok z lotu ptaka na centrum miasta, kościół św. Trójcy widoczny z lewej
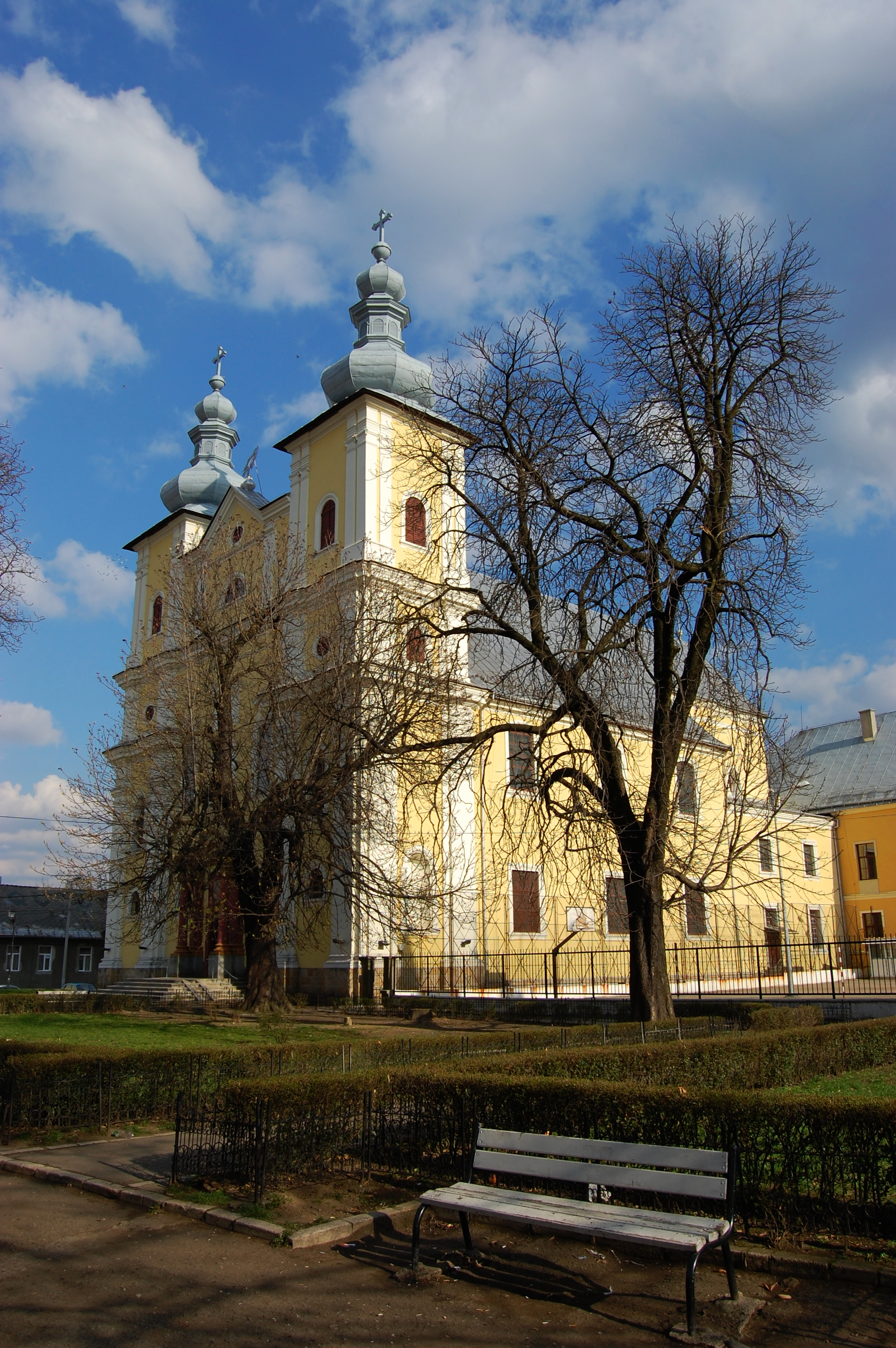
Widok z zachodu
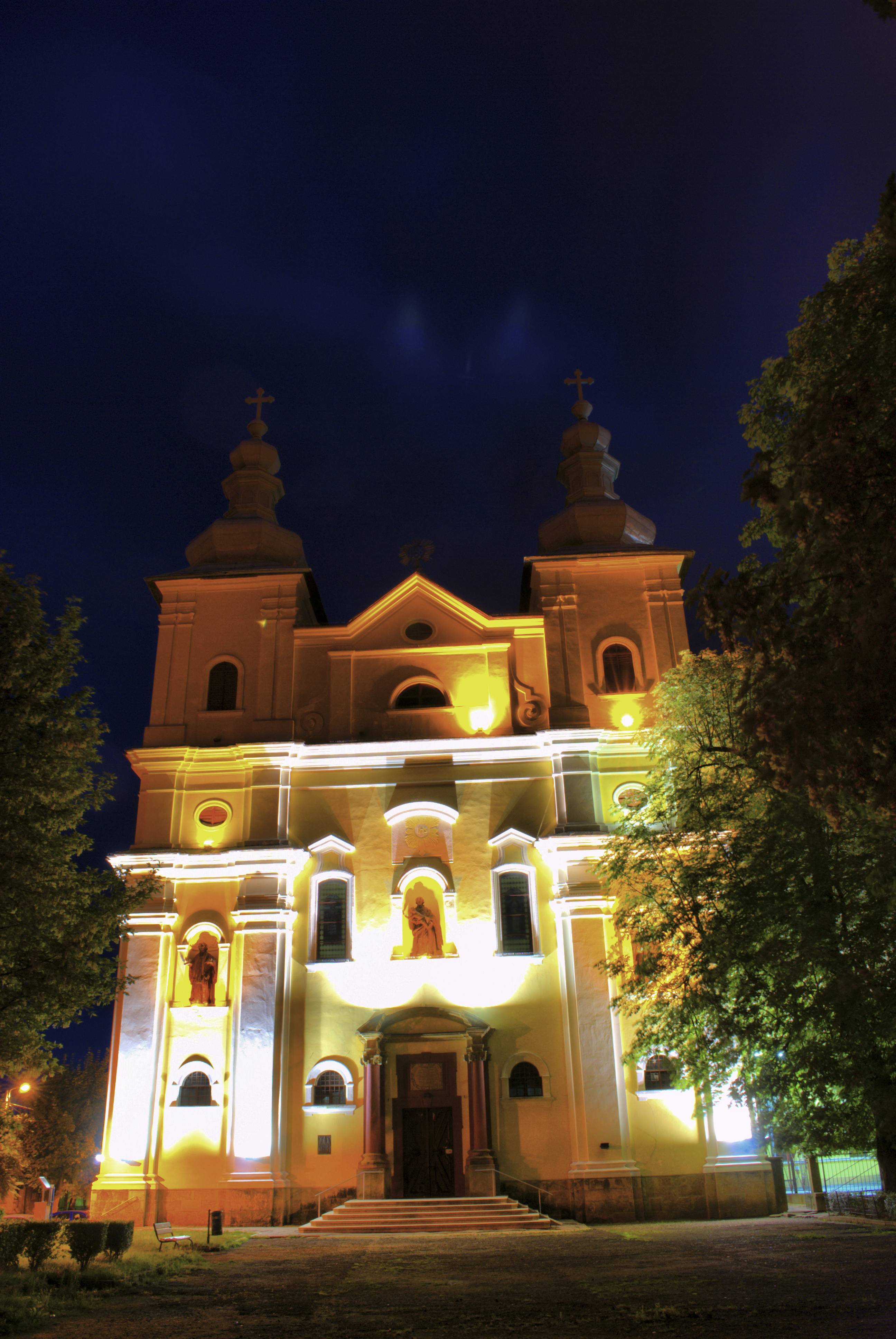
Fasada nocą
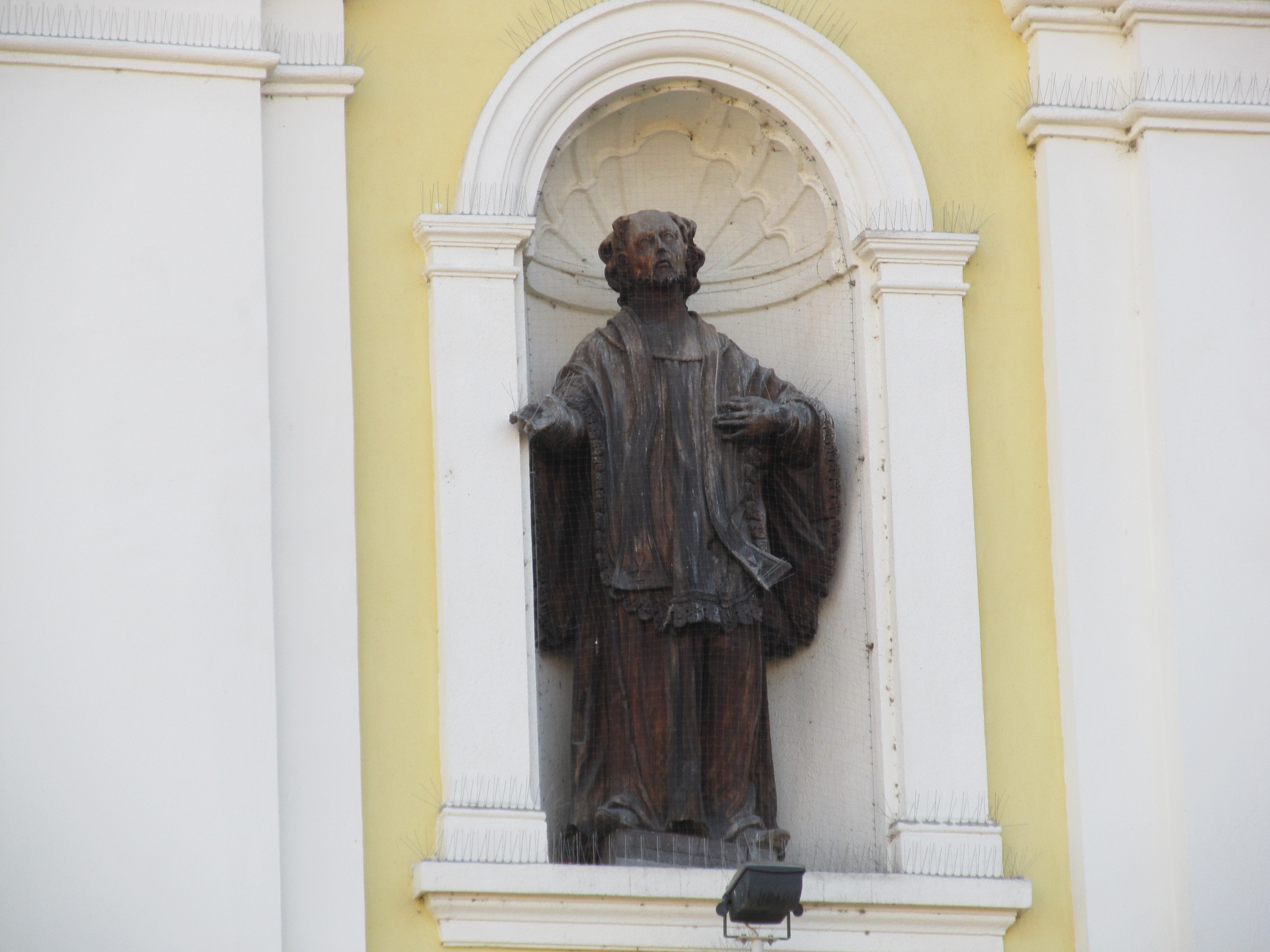
Rzeźba na fasadzie przedstawiająca św. Ignacego
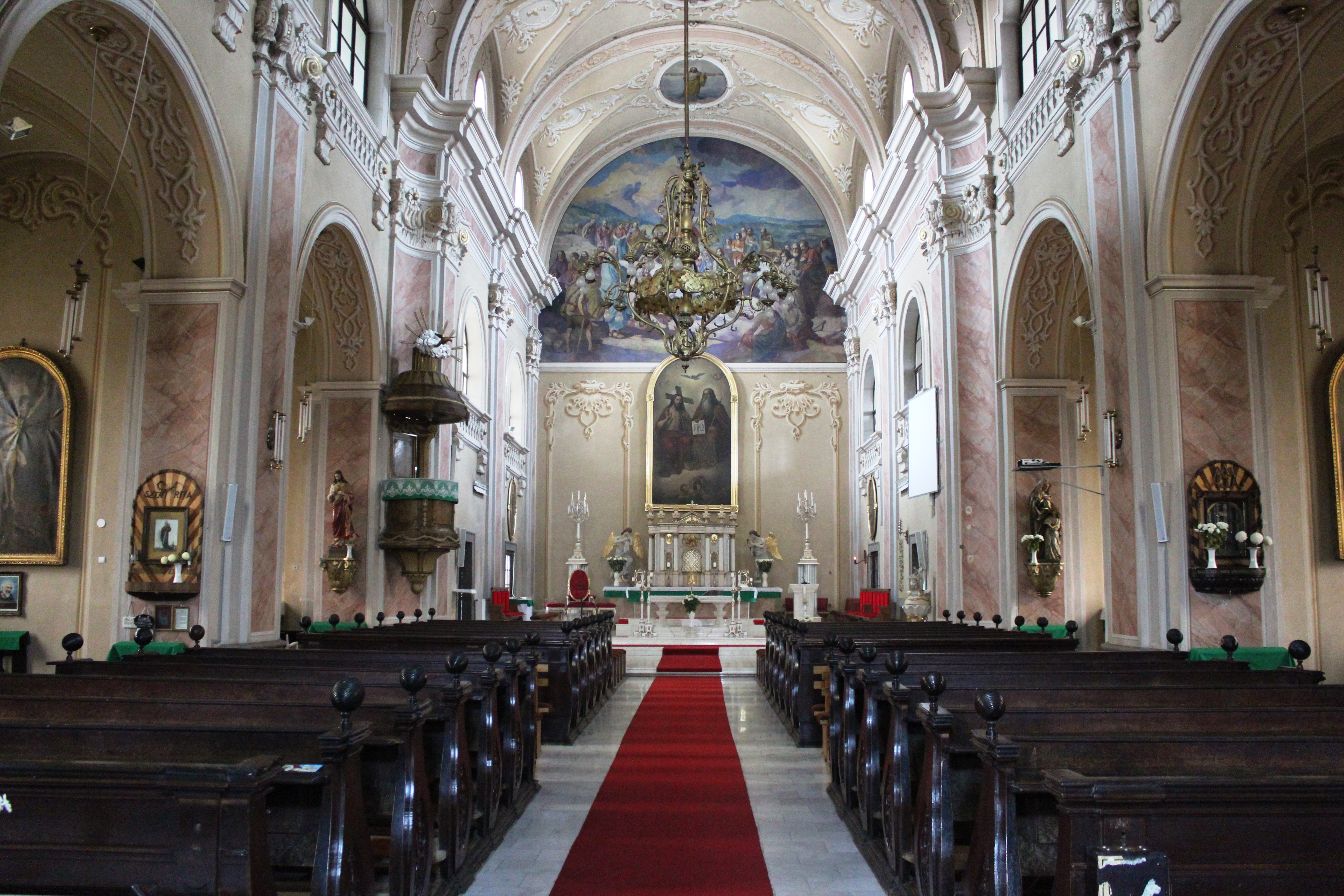
Wnętrze